# Zelená cyklomagistrála Ploučnice

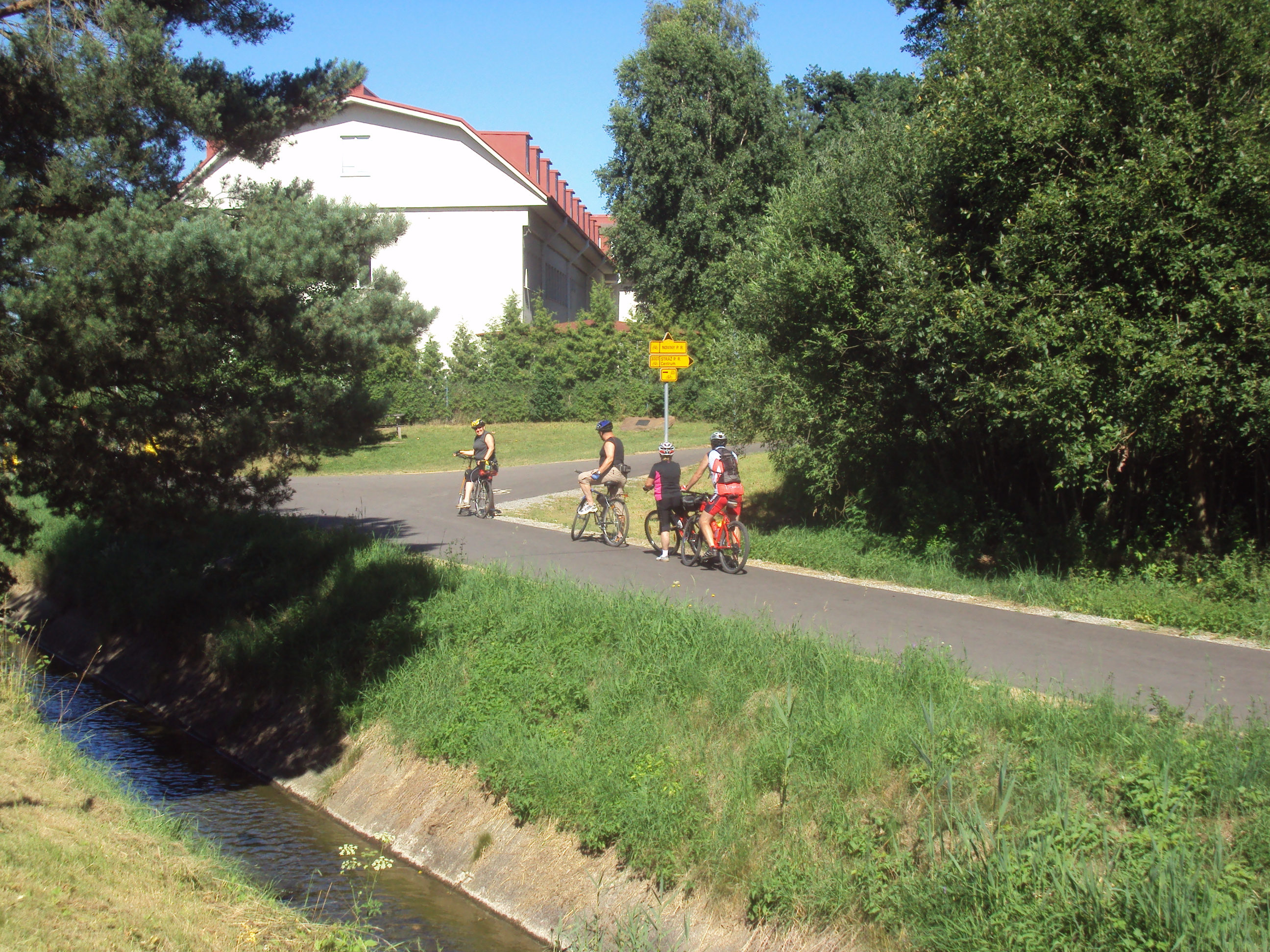
Cyklomagistrála u vjezdu do Stráže pod Ralskem

Zelená cyklomagistrála Ploučnice je postupně budovaná trasa určená zejména cykloturistům. Po dokončení bude začínat na Ještědu a končit v Ústí nad Labem. Trasa bude dlouhá 85 km, z toho 50 km v Libereckém kraji. Celkové náklady mají být 200 milionů korun.

## Projekt cyklomagistrály
V roce 2008 byl připravený projekt stvrzen podpisem memoranda na schůzce uskutečněné v České Lípě, které se zúčastnili zástupci Libereckého, Ústeckého kraje a řady obcí z severní části České republiky. Mnohé obce později zastupoval Mikroregion Podralsko.
Trasa by měla být hotová v roce 2020, vést od pramenů Ploučnice a nakonec se napojit na cyklostezku Labe a zejména na budovanou celoevropskou síť cyklostezek. 

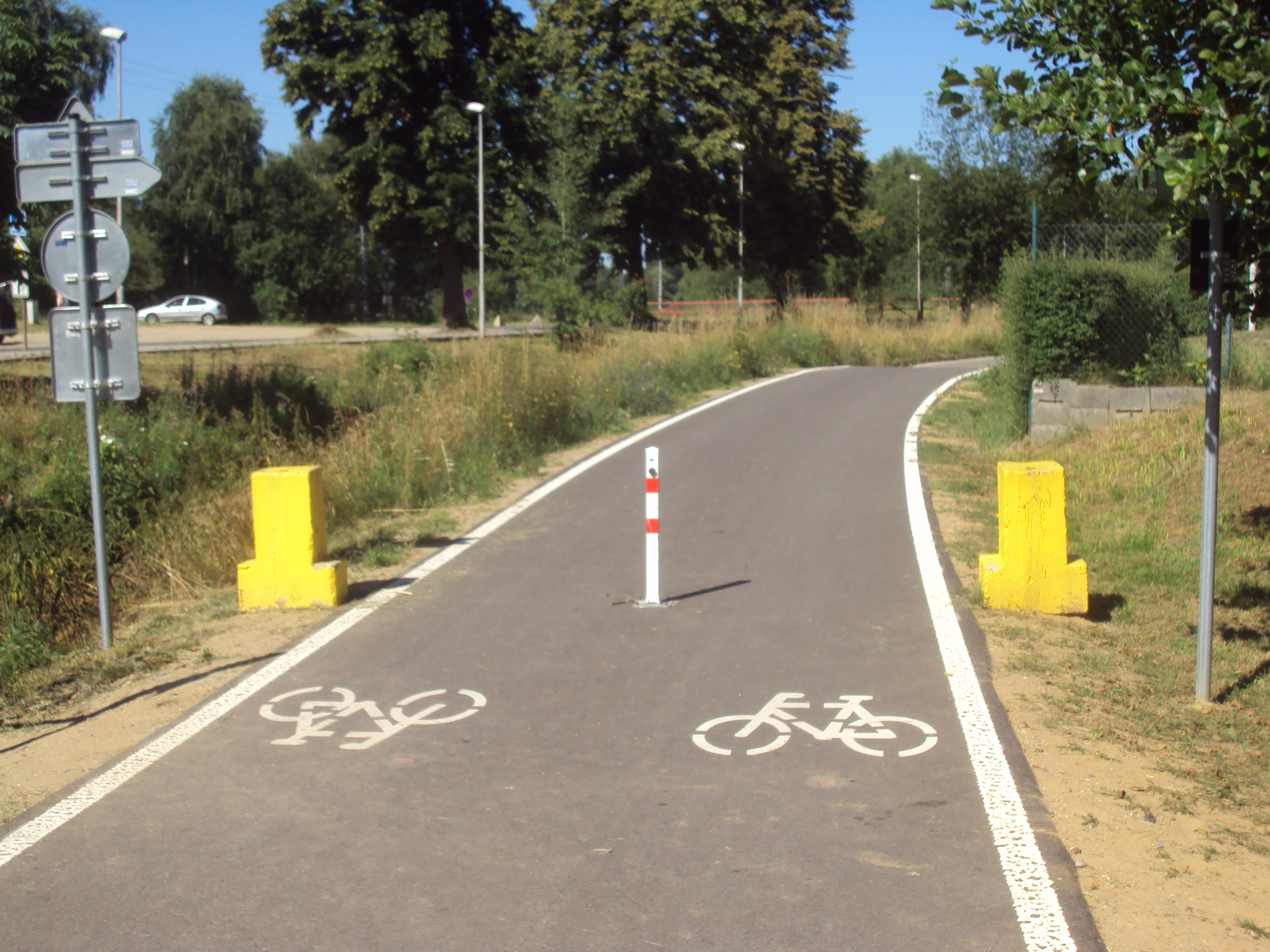
Cyklomagistrála před vjezdem do Stráže pod Ralskem

## Změny projektu
První závažnou změnou bylo rozhodnutí, že trasa začne na vrcholu Ještědu, nikoli u pramenů Ploučnice.

## Hotové části
První, již hotový 18 km dlouhý úsek byl veřejnosti slavnostně předán 3. května 2013. Začíná v Druzcově (okres Liberec), vede přes Lesní domky, Osečnou, Lázně Kundratice, Hamr na Jezeře, Stráž pod Ralskem, zatím končí u Průrvy Ploučnice nedaleko obce Noviny pod Ralskem. Náklady na jeho vybudování dosáhly částku 57 milionů Kč a zahrnuly jak asfaltový chodník, mosty, samotný projekt, tak četné informační tabule.

## Další trasa
Na první hotový úsek se má napojit druhý od Novin, který povede k již hotové Cyklostezce Vlčí Důl na východním okraji České Lípy.

## Problém
Budování dalších částí bylo v roce 2015 zabrzděno námitkami ochránců přírody, kteří i přes nesouhlas obcí žádají napřed obnovit původní koryto Ploučnice mezi Novinami a Mimoní.